# Hasanmurod-Qushbegi-Moschee

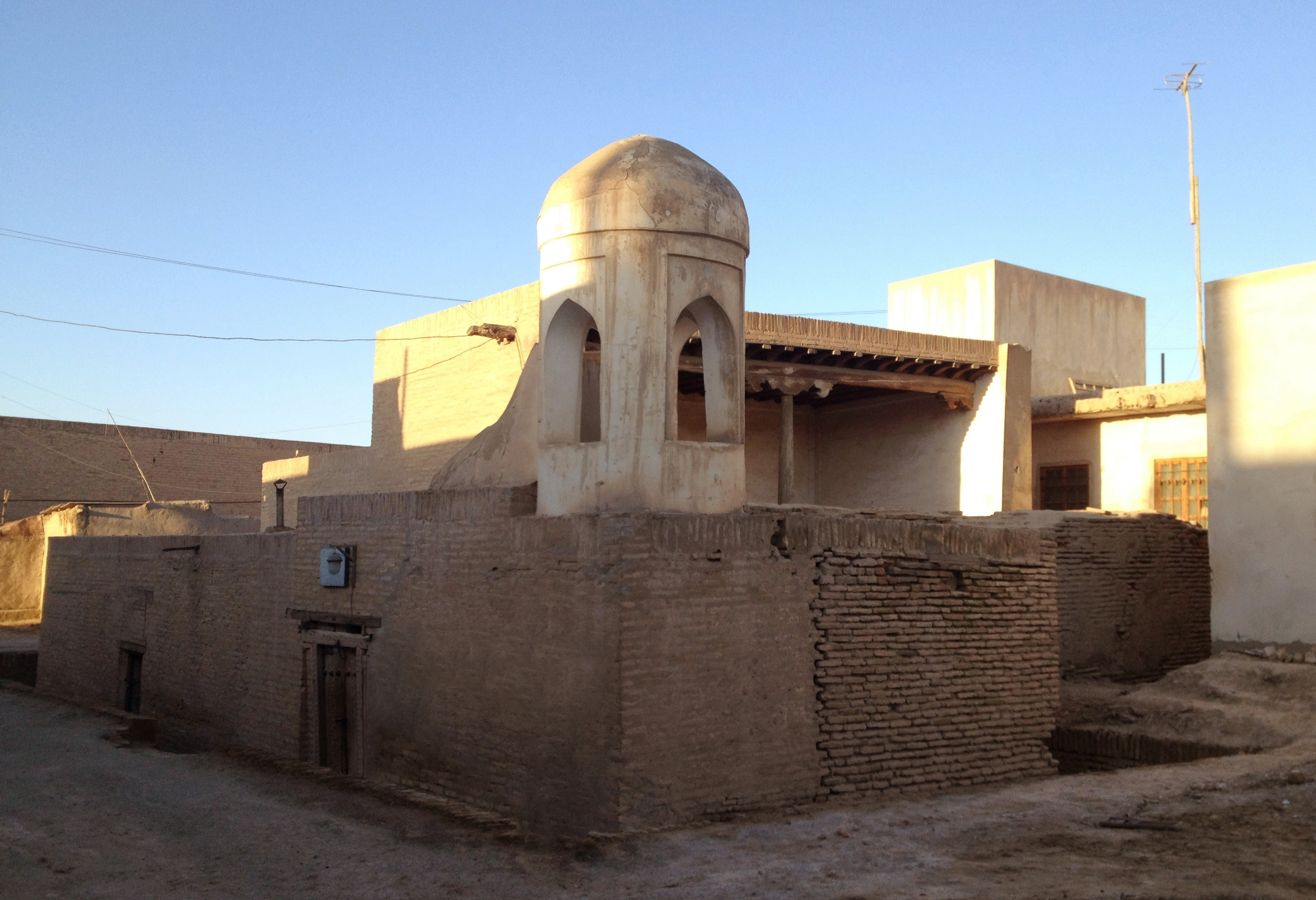
Hasanmurod-Qushbegi -Moschee

Hasanmurod-Qushbegi-Moschee (usbekisch Hasanmurod Qushbegi masjidi Ҳасанмурод Қушбеги масжиди) ist eine Moschee in Xiva aus dem 18. bis frühen 19. Jahrhundert. Sie ist Teil des architektonischen Komplexes Ichan Qalʼа, der in die UNESCO-Welterbeliste aufgenommen wurde.

## Architektur
Die Hasanmurod Qushbegi-Moschee wurde gegen Ende des 18. und zu Beginn des 19. Jahrhunderts errichtet. Der Bau dieses Kulturgebäudes wurde vom Leiter der königlichen Wache, Hasan-Murad Qushbegi, und seinem Verwandten Shah-Niyaz initiiert.
Die Hasan-Murad-Qushbegi-Moschee befindet sich gegenüber der Amir-Tur-Medrese und hinter der Musa-Tur-Medrese. Das Gebäude der Moschee ist klein und hat einen rechteckigen Grundriss. Es verfügt über eine Iwan mit Säulen, zwei Tekke mit Säulen, und nördlich davon befindet sich ein Nebengebäude mit Wohnräumen. Der Tempelkomplex umfasst eine Winter- und eine Sommermoschee. Im nordöstlichen Winkel steht ein Minarett. Die Hasan-Murad-Qushbegi-Moschee ist schlicht gestaltet: Die Formen des Gebäudes bestehen aus unverzierten Ziegeln, während das Innere gleichmäßig mit roter, schwarzer, weißer und blauer Farbe bemalt ist, einschließlich der Decke.
Im Jahr 1997 wurde die Hasanmurod Qushbegi-Moschee einer umfassenden Restaurierung unterzogen. Im Jahr 2017 wurden im Rahmen eines von der chinesischen Regierung finanzierten Projekts weitere Restaurierungs- und Renovierungsarbeiten an der Hasanmurod Qushbegi-Moschee und der Amir Tura Madrasa im Komplex der Ichan Qalʼа durchgeführt. Dieses Stipendium wurde durch eine Vereinbarung zwischen dem Ministerium für Kultur und dem Ministerium für Außenhandel Usbekistans ermöglicht, die 2016 im Rahmen des Programms „Restaurierung historischer und kultureller Objekte in der Viloyat Xorazm“ unterzeichnet wurde.